# Sopotnica
Sopotnica je razloženo naselje v Občini Škofja Loka, ki ga sestavljajo samotne kmetije v povirju potoka Sopotniška grapa, pritoka Poljanske Sore v Škofjeloškem hribovju. Po podatkih iz leta 2020 ima 86 prebivalcev. Severovzhodno od naselja se dviga hrib Lubnik (1025 m n. m.).
Lokalna cerkev sv. Florijana na razgledni točki nad Sopotnico je bila zgrajena v poznem 13. ali zgodnjem 14. stoletju, v njej je nekaj pomembnejših fresk iz 15. stoletja, verjetno delo furlanskih slikarjev. Zanimivost sta tudi dokumentarni votivni sliki požarov v Škofji Loki v letih 1658 in 1782.